# Třída Requin
Třída Requin byla třída ponorek francouzského námořnictva z období druhé světové války. Celkem bylo postaveno devět jednotek této třídy. Francouzské námořnictvo je provozovalo v letech 1926–1946. Čtyři byly ukořistěny Německem a předány Itálii. Italské námořnictvo krátce provozovalo jeden z těchto ukořistěných člunů. Za války bylo celkem osm ponorek ztraceno. Byly to první francouzské oceánské ponorky postavené od konce první světové války.

## Pozadí vzniku
Celkem bylo postaveno devět jednotek této třídy. Šest jich bylo objednáno v rámci programu pro rok 1922 a další tři v programu pro rok 1923. V jejich konstrukci byly využity poznatky získané na základě studia německých ponorek předaných Francii v rámci reparací po první světové válce. Nedostatečné byly jejich manévrovací schopnosti a rychlost plavby na hladině. Ponorky měly sloužit v koloniích, operovat proti námořní dopravě a provádět průzkum pro hlavní síly floty. Pět ponorek postavila loděnice Arsenal de Cherbourg v Cherbourgu a dále po dvou člunech loděnice Arsenal de Brest v Brestu a Arsenal de Toulon v Toulonu. Do služby byly přijaty v letech 1926–1928.
Jednotky třídy Requin:
| Jméno            | Loděnice             | Založení kýlu | Spuštěn            | Vstup do služby | Osud |
| ---------------- | -------------------- | ------------- | ------------------ | --------------- | --- |
| Requin (Q115)    | Arsenal de Cherbourg | 1923          | 19. července 1924  | květen 1926     | V letech 1940–1942 podřízena vládě ve Vichy. Dne 8. prosince 1942 v Bizertě zajata Německem. Předána Itálii jako FR113. Nezařazena, dne 9. září 1943 zničena v Janově.                                                     |
| Souffleur (Q116) | Arsenal de Cherbourg | 1923          | 1. října 1924      | srpen 1926      | Od roku 1940 podřízena vládě ve vichy. Dne 25. června 1941 poblíž Bejrútu potopena britskou ponorkou HMS Parthian (N75).                                                                                                   |
| Morse (Q117)     | Arsenal de Cherbourg | 1923          | 11. listopadu 1925 | únor 1928       | Dne 16. června 1940 poblíž Sfaxu potopena minou. |
| Narval (Q118)    | Arsenal de Cherbourg | 1923          | 9. května 1925     | červenec 1926   | Od června 1940 součást sil Svobodných Francouzů. Dne 15. prosince 1940 potopena minou. |
| Marsouin (Q119)  | Arsenal de Brest     | 1923          | 27. prosince 1924  | září 1927       | Od listopadu 1942 součást sil Svobodných Francouzů. Prodána do šrotu 1946. |
| Dauphin (Q120)   | Arsenal de Brest     | 1923          | 2. dubna 1925      | listopad 1927   | V letech 1940–1942 podřízena vládě ve Vichy. Dne 8. prosince 1942 v Bizertě zajata Německem. Předána Itálii jako FR115. Nezařazena. Po italské kapitulace podruhé zajata Němci a 15. září 1943 potopena.                   |
| Caïman (Q127)    | Arsenal de Cherbourg | 1924          | 3. března 1927     | prosinec 1927   | Dne 27. listopadu 1942 v Toulonu potopena vlastní posádkou. Později vyzvednuta Italy. Dne 11. března 1944 byla potopena spojeneckým letectvem.                                                                             |
| Phoque (Q128)    | Arsenal de Brest     | 1924          | 16. března 1926    | květen 1928     | V letech 1940–1942 podřízena vládě ve Vichy. Dne 8. prosince 1942 v Bizertě zajata Německem. Předána Itálii jako FR111. Zařazena do služby. Dne 28. února 1943 poblíž Sicílie potopena spojeneckým letectvem.              |
| Espadon (Q129)   | Arsenal de Brest     | 1924          | 28. května 1926    | prosinec 1927   | V letech 1940–1942 podřízena vládě ve Vichy. Dne 8. prosince 1942 v Bizertě zajata Německem. Předána Itálii jako FR114. Nezařazena. Po italské kapitulace podruhé zajata Němci. Dne 13. září 1943 potopena v Castellamare. |

## Konstrukce

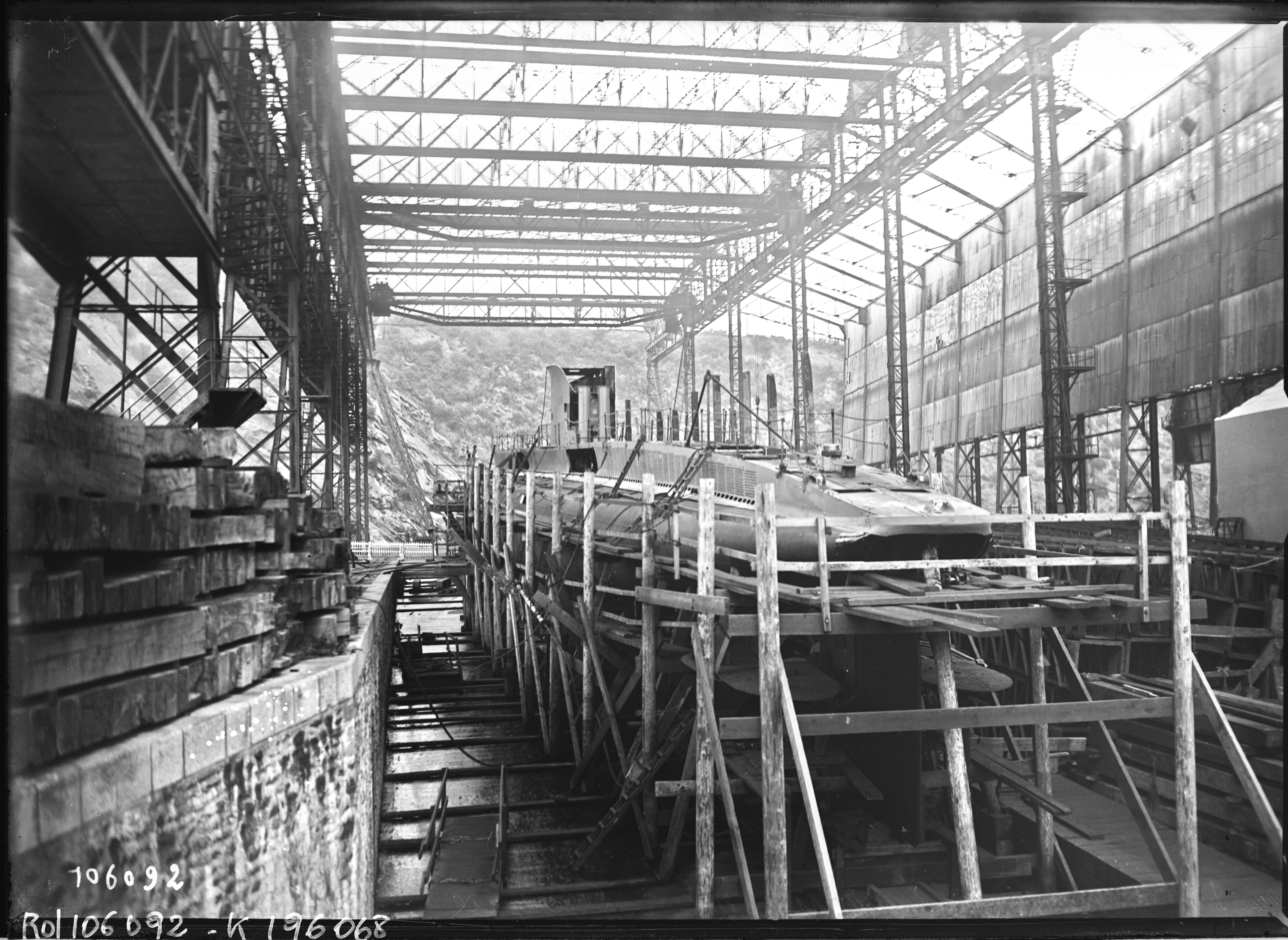
Ponorka Phoque (Q128) během stavby v Brestu

Ponorky měly dvoutrupou koncepci. Nesly čtyři příďové a dva záďové 550mm torpédomety, které doplňovaly ještě dva dvojité externí torpédomety. Neseno bylo celkem šestnáct torpéd. Hlavňovou výzbroj představoval jeden 100mm kanón a dva 8,8mm kulomety. Pohonný systém tvořily dva diesely Sulzer (u části ponorek Schneider) o výkonu 2900 bhp a dva elektromotory o výkonu 1800 bhp, pohánějící dva lodní šrouby. Nejvyšší rychlost dosahovala 15 uzlů na hladině a 9 uzlů pod hladinou. Dosah byl 7700 námořních mil při rychlosti devět uzlů na hladině a 105 námořních mil při rychlosti pět uzlů pod hladinou. Operační hloubka ponoru dosahovala 80 metrů.